# Akbarpur (Kanpur Dehat)
Akbarpur es un pueblo y nagar Panchayat situado en el distrito de Kanpur Dehat en el estado de Uttar Pradesh (India). Su población es de 20445 habitantes (2011). 

## Demografía
Según el censo de 2011 la población de Akbarpur era de 20445 habitantes, de los cuales 10836 eran hombres y 9609 eran mujeres. Akbarpur tiene una tasa media de alfabetización del 75,33%, superior a la media estatal del 67,68%: la alfabetización masculina es del 79,90%, y la alfabetización femenina del 70,19%.